# رونی هریس
رونی هریس (انگلیسی: Ronnie Harris؛ زادهٔ ۳ سپتامبر ۱۹۴۸) بوکسور اهل ایالات متحده آمریکا بود.
وی در مسابقات کشوری و بین‌المللی در مجموع برندهٔ ۱ مدال طلا شده‌است.